# ميشيل موران
ميشيل موران (بالإنجليزية: Michelle Moran)‏ (11 أغسطس 1980، وادي سان فيرناندو في الولايات المتحدة)؛ روائية أمريكية.

## روابط خارجية
- ميشيل موران على موقع IMDb (الإنجليزية)